# La Maison de marbre
Pour plus de détails, voir Fiche technique et Distribution.
La Maison de marbre (Мраморный дом, Mramornyy dom) est un film soviétique réalisé par Boris Grigoriev et sorti en 1973.

## Fiche technique
Sauf indication contraire, les informations mentionnées dans cette section peuvent être confirmées par la base de données cinématographiques IMDb,  présente dans la section « Liens externes ».
- Titre français : La Maison de marbre[2]
- Titre original russe : Мраморный дом, Mramornyy dom
- Réalisateur : Boris Grigoriev
- Scénario : Vassili Axionov, Akiba Golbourt (ru)
- Photographie : Konstantin Aroutiounov
- Musique : Dmitri Petroviev (ru)
- Sociétés de production : Gorky Film Studio
- Pays de production :  Union soviétique
- Langue de tournage : russe
- Format : Couleurs
- Durée : 78 minutes (1h18)
- Genre : Film d'aventure
- Dates de sortie :
  - URSS : 30 décembre 1973[1]

## Distribution
- Sergueï Khoreev : Petia
- Rifat Mousine : Ilgiz
- Elena Tomosianc : Elmira
- Irina Chevtchouk (ru) : Marina Kalganova
- Sergueï Nikonenko : Malakhitov
- Nikolaï Rybnikov : Mamochko
- Aleksandr Kavalerov :
- Youri Katine-Iartsev :